# Maria Tănase 1 – Folk Romanian Songs, Recordings 1936–1939

Maria Tănase 1 – Folk Romanian Songs, Recordings 1936–1939 este un album al cântăreței de muzică populară Maria Tănase. Acompaniază orchestrele dirijate de Costică Tandin, Mitică Mâță, Constantin Bugeanu, Ilie Rădulescu și Costică Vraciu.

## Detalii ale albumului
- Genre: Folk, World, & Country
- Style: Folklore
- Limbi: Romana / Franceza
- Casa de discuri: MUSICAL ARK
- Catalog #:
- Format: CD, Compilation, Digisleeve
- Data Lansari: 5 mai 2008
- Durata albumului: (62:41)

## Lista pieselor
- 01 - Am iubit si am iubesc (I Have Loved and Will Again) [3:02]
- 02 - Tataise si-o cumnata (Sister in Law) [3:08]
- 03 - Cand o fi la moartea mea (And, If I Then Die) [3:27]
- 04 - Am ibovnic la Mizil (My Sweetheart is there, in Mizil) [3:36]
- 05 - Cand m-am dus la insurat (Once, on the way to a wedding) [3:20]
- 06 - Cine iubeste si lasa (He who Loves and Leaves) [3:33]
- 07 - Iarna grea, muierea rea (Hard winter, sad woman) [3:12]
- 08 - Degeaba ma mai duc acasa (What for am I going home) [3:16]
- 09 - Foaie verde de pribori (Green leaf of the peony) [3:12]
- 10 - Nunta tsiganeasca (Gypsy wedding) [3:15]
- 11 - Ia uite o, sau (Just look) [3:13]
- 12 - Invartita de pe Tarnave (Round dance of Tirnave) [3:04]
- 13 - Jandarmul (The Gendarme) [3:33]
- 14 - Lelita carciumareasa (The Pretty Landlady)	[3:33]
- 15 - Nu vine mandru, nu vine (My Love is not coming) [3:27]
- 16 - Foaie verde trei rozete (Green leaf, three rose petals) [3:12]
- 17 - Of, zac (Ah, down I lie) [3:15]
- 18 - Se sterge mandra pe frunte (The Pretty Girl has worries) [3:03]
- 19 - Si-ar fi batut Dumnezeu (He who was cursed by God) [3:33]